# العلاقات الكولومبية اللبنانية
العلاقات الكولومبية اللبنانية هي العلاقات الثنائية التي تجمع بين كولومبيا ولبنان.

## مقارنة بين البلدين
هذه مقارنة عامة ومرجعية للدولتين:
| وجه المقارنة                                              | كولومبيا        | لبنان                                                                |
| --------------------------------------------------------- | --------------- | -------------------------------------------------------------------- |
| المساحة (كم2)                                             | 1.14 مليون      | 10.45 ألف                                                            |
| عدد السكان (نسمة)                                         | 49.07 مليون     | 6.10 مليون                                                           |
| الكثافة السكانية (ن./كم²)                                 | 43.04           | 583.73                                                               |
| العاصمة                                                   | بوغوتا          | بيروت                                                                |
| اللغة الرسمية                                             | اللغة الإسبانية | اللغة العربية، لغة فرنسية                                            |
| العملة                                                    | بيزو كولومبي    | ليرة لبنانية                                                         |
| الناتج المحلي الإجمالي (بليون دولار)                      | 309.19 مليار    | 51.84 مليار                                                          |
| الناتج المحلي الإجمالي (تعادل القوة الشرائية) بليون دولار | 724.96 مليار    | 81.54 مليار                                                          |
| الناتج المحلي الإجمالي الاسمي للفرد دولار أمريكي          | 7.60 ألف        | 8.05 ألف                                                             |
| الناتج المحلي الإجمالي للفرد دولار أمريكي                 | 13.36 ألف       | 17.46 ألف                                                            |
| مؤشر التنمية البشرية                                      | 0.720           | 0.769                                                                |
| رمز المكالمات الدولي                                      | +57             | +961                                                                 |
| رمز الإنترنت                                              | .co             | .lb                                                                  |
| المنطقة الزمنية                                           | 00              | ت ع م+02:00، ت ع م+03:00، توقيت شرق أوروبا، توقيت شرق أوروبا الصيفي ‏ |

## منظمات دولية مشتركة
يشترك البلدان في عضوية مجموعة من المنظمات الدولية، منها:
| علم المنظمة | اسم المنظمة                               | تاريخ انضمام كولومبيا | تاريخ انضمام لبنان |
| ----------- | ----------------------------------------- | --------------------- | ------------------ |
|             | البنك الدولي للإنشاء والتعمير             | 24 ديسمبر 1946        | 14 أبريل 1947      |
|             | منظمة حظر الأسلحة الكيميائية              | ?                     | ?                  |
|             | المركز الدولي لتسوية المنازعات الاستشارية | 14 أغسطس 1997         | 25 أبريل 2003      |
|             | الأمم المتحدة                             | 5 نوفمبر 1945         | 24 أكتوبر 1945     |
|             | منظمة الشرطة الجنائية الدولية             | ?                     | ?                  |
|             | وكالة ضمان الاستثمار متعدد الأطراف        | 30 نوفمبر 1995        | 19 أكتوبر 1994     |
|             | يونسكو                                    | 31 أكتوبر 1947        | 4 نوفمبر 1946      |
|             | مؤسسة التنمية الدولية                     | 16 يونيو 1961         | 10 أبريل 1962      |
|             | مؤسسة التمويل الدولية                     | 20 يوليو 1956         | 28 ديسمبر 1956     |
|             | الاتحاد البريدي العالمي                   | ?                     | ?                  |
|             | الاتحاد الدولي للاتصالات                  | 25 أغسطس 1914         | 12 يناير 1924      |

## أعلام
هذه قائمة لبعض الشخصيات التي تربطها علاقات بالبلدين:
- باولا تورباي (29 نوفمبر 1970[21] – )
- تاليانا فارغاس (20 ديسمبر 1987[22] – )
- ثريا (11 مارس 1969[23] – 10 مايو 2006[23])
- جون ليجويزامو (22 يوليو 1964[24][25][26] – )
- جيانز (9 أغسطس 1972[27] – )
- خوليو سيزار تورباي أيالا (18 يونيو 1916[28][29][30] – 13 سبتمبر 2005[28][29][30])
- روبرت فرح مقصود (لاعب كرة مضرب كولومبي، 20 يناير 1987 – )
- سالومون حكيم (4 يونيو 1922 – 5 مايو 2011)
- شاكيرا (مغنية كولومبية، 2 فبراير 1977[31] – )
- عرب كولومبيا
- فاليري دومينغيز (12 يناير 1981 – )
- فريد موندراغون (لاعب كرة قدم كولومبي، 21 يونيو 1971[32] – )